# أحمد بن عبد الله بن عباد
أحمد بن عبد الله بن عَبّاد 300 هـ - 912 هـ، شاعر يمني، كان سيد خولان في زمنه، وقد ثار على الإمام الهادي يحيى بن الحسين «سنة 287 هـ» فقتل الهادي جمعاً من أصحابه، وطلب البعض الآخر الأمان فأمنهم جميعاً إلا ابن عباد، فقصد ابن عباد المعتضد العباسي في العراق وأنشده قصيدة بائية يستنصر بها على الهادي، فوعده المعتضد خيراً، وأقام نحو سنة ثم انصرف من بغداد لفترة، ثم عاد إليها سنة 289 هـ فوجد المعتضد قد مات وبويع للمكتفي فعرّفه بمراده فوعده ثم شُغل عنه بالقرامطة.